# Steling
Der Steling ist mit 658,3 m ü. NHN die höchste Erhebung in der Städteregion Aachen. Die deutsch-belgische Grenze verläuft über die Bergkuppe. Da Belgien seine Höhen auf Ostende bezieht, lautet die belgischen Höhenangabe 660 m O.P.

## Geographische Lage
Der Steling befindet sich am Westrand des Naturparks Hohes Venn-Eifel. An seinem Südfuß liegt Mützenich, ein Stadtteil Monschaus. Am Nordhang befindet sich das Quellgebiet der Weser, die durch die Wesertalsperre bei Eupen nach Lüttich in die Ourthe fließt.

## Klima
Das südlich und westlich gelegene Hohe Venn profitiert vom Steling, da die Erhebung feuchte atlantische Winde veranlasst, dort abzuregnen.

## Tourismus und Wissenswertes
Etwa 700 m südwestlich der höchsten Bergstelle befindet sich der markante Quarzitfelsen Kaiser Karls Bettstatt.
Auf dem Berg und den umgebenden Wiesen sind für das Monschauer Heckenland typische Flurhecken aus Rotbuchen, als Umfriedung der Futterweiden und Heuwiesen, zu finden.
Von der Kuppe des Stelings hat man einen weiten Überblick über die Nordeifel und man kann bei sehr guter Fernsicht das Siebengebirge bei Bonn und den Kölner Dom sehen.
Auf dem Steling gibt es eine private Wetterstation für den Bereich Rureifel und Monschau, deren Dienste auch die umliegenden Gemeinden benutzen.

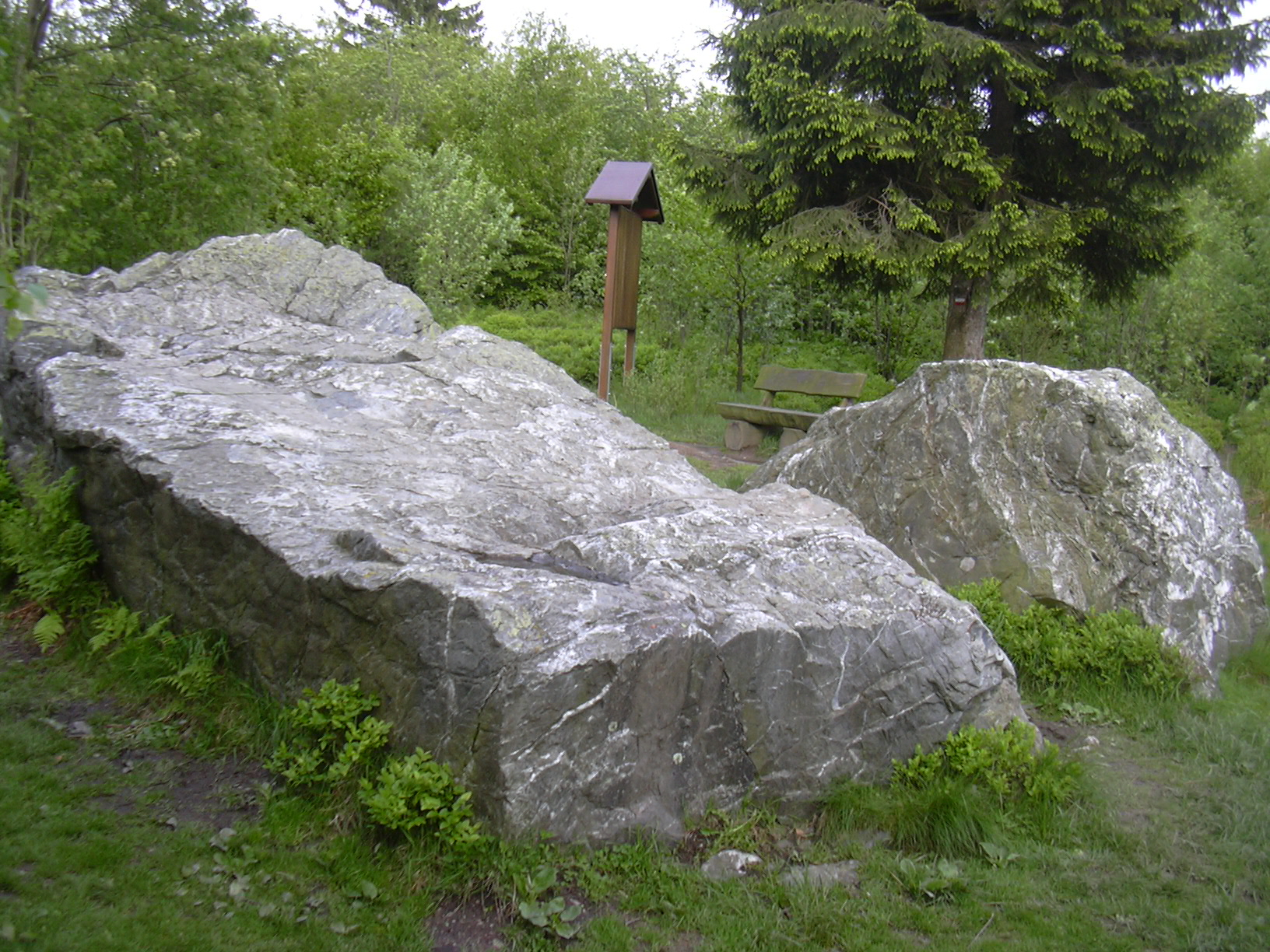
Kaiser Karls Bettstatt
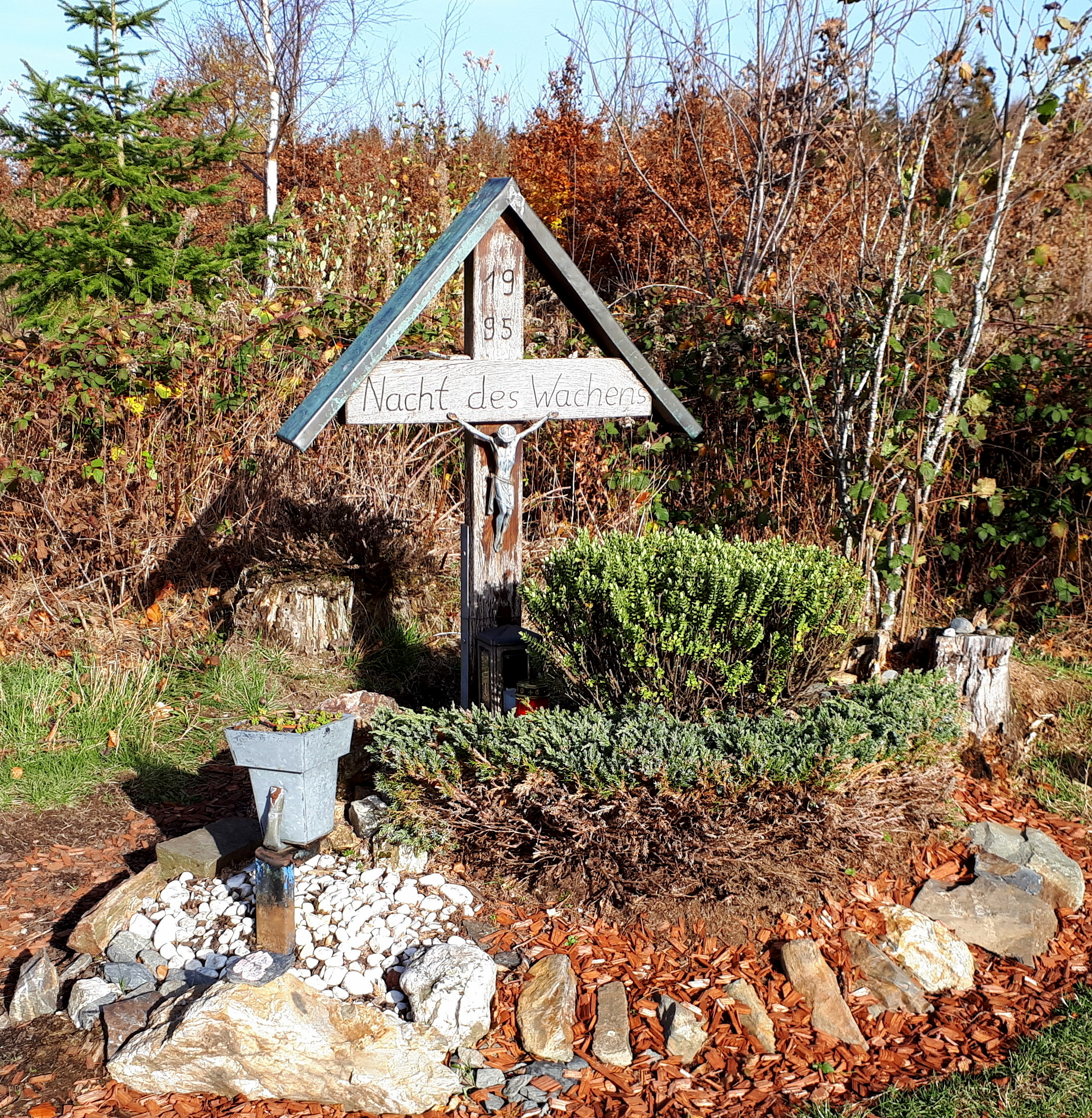
Treffpunkt der Osternachtprozession „Nacht des Wachens“ auf der Gipfelhöhe
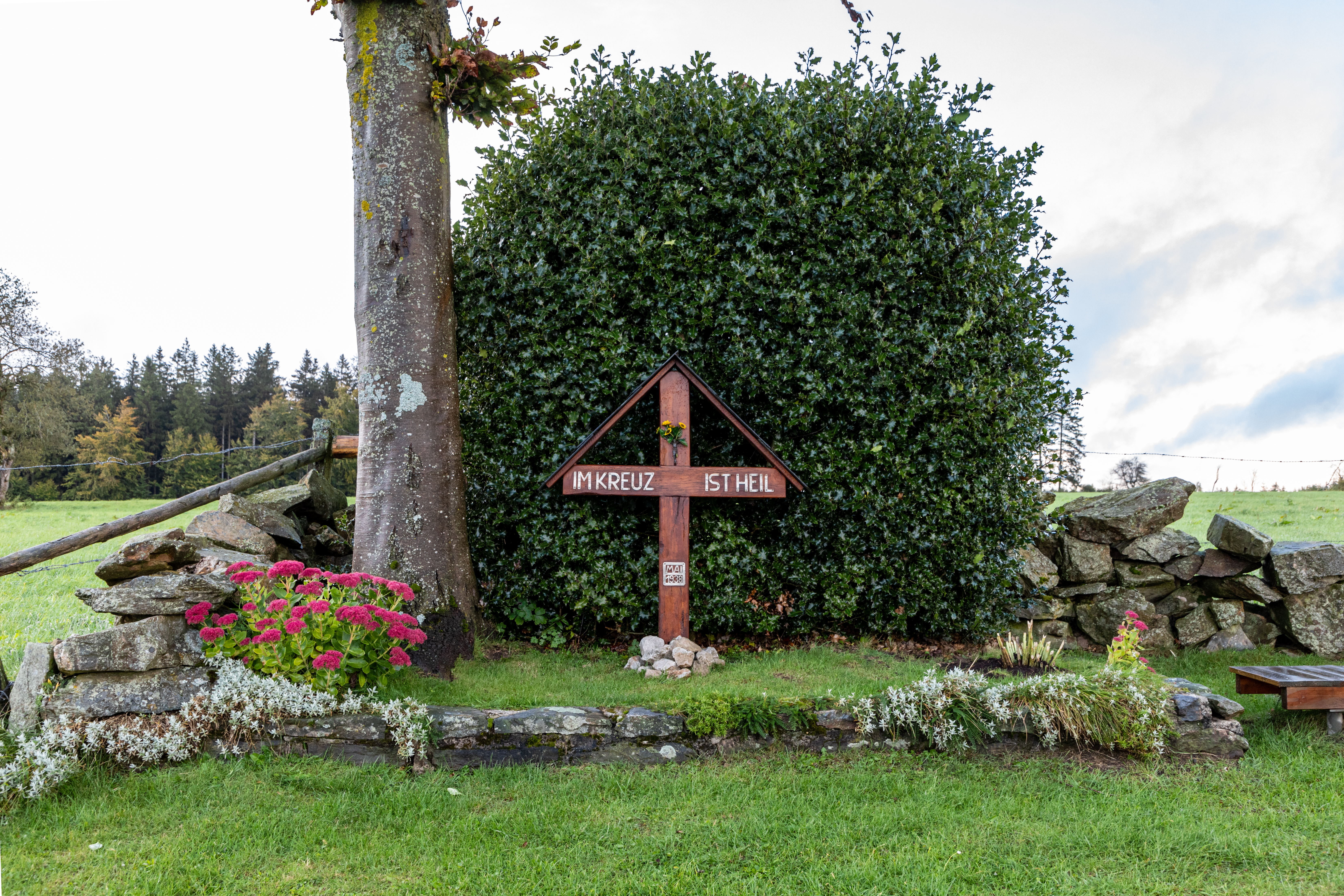
Rastplatz „Eifelblick“ auf dem Steling